# Muna Chalid
Muna Chalid, Mona Khaled (ur. 9 kwietnia 1994) – egipska szachistka, arcymistrzyni od 2007 roku.

## Kariera szachowa
Jest pierwszą w historii egipską szachistką, której Międzynarodowa Federacja Szachowa przyznała tytuł arcymistrzyni – w 2007 roku, po zdobyciu w Windhuku złotego medalu indywidualnych mistrzostw Afryki (miała wówczas 13 lat). W swoim dorobku posiada jeszcze dwa medale indywidualnych mistrzostw Afryki: złoty (Maputo 2011) oraz brązowy (Trypolis 2009). W 2008 r. zwyciężyła w mistrzostwach państw arabskich kobiet. W 2014 r. zdobyła w Chanii złoty medal indywidualnych mistrzostw państw śródziemnomorskich kobiet.
Trzykrotnie startowała w pucharowych turniejach o mistrzostwo świata kobiet, w latach 2008, 2010 i 2012, za każdym razem przegrywając w I rundach (odpowiednio z Hou Yifan, Tatjaną Kosincewą oraz Kateryną Łahno) i odpadając z dalszej rywalizacji. 
Wielokrotnie reprezentowała Egipt w turniejach drużynowych, m.in.:
- czterokrotnie na olimpiadach szachowych (w latach 2008, 2010, 2012, 2014)[6],
- dwukrotnie na igrzyskach afrykańskich (w latach 2007, 2011); medalistka: wspólnie z drużyną – złota (2011)[7],
- dwukrotnie na drużynowych mistrzostwach panarabskich (w latach 2007, 2011); dwukrotna medalistka: wspólnie z drużyną – złota (2007) i brązowa (2011)[8].

Najwyższy ranking w dotychczasowej karierze osiągnęła 1 września 2014 r., z wynikiem 2173 punktów zajmowała wówczas 1. miejsce wśród egipskich szachistek.